# Lumière-díj
A Lumière-díj (franciául: Prix Lumière) a lyoni székhelyű Lumière Intézet által 2009 óta évente kiosztott filmes elismerés, amelyet a Lyonban megrendezett Lumière fesztiválon adnak át a filmművészet kiemelkedő személyiségének – filmkészítőnek vagy előadóművésznek –, munkássága egészéért vagy a filmtörténethez történt kivételes hozzájárulásáért. A díjat a film feltalálóinak tartott, s a városban élt Lumière fivérekről nevezték el. Létrehozóinak szándéka szerint az életműdíj „a filmművészet Nobel-díja” kíván lenni.

## Díjazottak
| Év   | Díjazott                    | Ország                                                         | Megjegyzés |
| ---- | --------------------------- | -------------------------------------------------------------- | ---------- |
| 2009 | Clint Eastwood              | Amerikai Egyesült Államok                                      | [ 1 ]      |
| 2010 | Miloš Forman                | Csehszlovákia (1977-ig) · Amerikai Egyesült Államok (1977-től) | [ 3 ]      |
| 2011 | Gérard Depardieu            | Franciaország                                                  | [ 4 ]      |
| 2012 | Ken Loach                   | Egyesült Királyság                                             | [ 5 ]      |
| 2013 | Quentin Tarantino           | Amerikai Egyesült Államok                                      | [ 2 ]      |
| 2014 | Pedro Almodóvar             | Spanyolország                                                  | [ 6 ]      |
| 2015 | Martin Scorsese             | Amerikai Egyesült Államok                                      | [ 7 ]      |
| 2016 | Catherine Deneuve           | Franciaország                                                  | [ 8 ]      |
| 2017 | Vóng Ká-vaj (Wong Kar-wai)  | Hongkong                                                       | [ 9 ]      |
| 2018 | Jane Fonda                  | Amerikai Egyesült Államok                                      | [ 10 ]     |
| 2019 | Francis Ford Coppola        | Amerikai Egyesült Államok                                      | [ 11 ]     |
| 2020 | Jean-Pierre és Luc Dardenne | Belgium                                                        | [ 12 ]     |
| 2021 | Jane Campion                | Új-Zéland                                                      | [ 13 ]     |
| 2022 | Tim Burton                  | Amerikai Egyesült Államok                                      | [ 14 ]     |
| 2023 | Wim Wenders                 | Németország                                                    | [ 15 ]     |
| 2024 | Isabelle Huppert            | Franciaország                                                  | [ 16 ]     |